# Schäferit
Das Mineral Schäferit ist ein extrem seltenes Vanadat aus der Obergruppe der Granate und hat die Endgliedzusammensetzung Ca2+2Na+Mg2+2V5+3O12. Es kristallisiert im kubischen Kristallsystem mit der Struktur von Granat.
Schäferit tritt in Form orangeroter, glasglänzender Kristalle von unter einem Millimeter Größe auf. Die Kristallform wird dominiert vom Deltoidalikositetraeder {211} mit kleineren Rhombendodekaederflächen {110} und Würfelflächen {100}.
Gebildet wird Schäferit bei der Kontaktmetamorphose silikatreicher Gesteine durch alkalireiche basaltische Magmen. Die Typlokalität und der bislang (2018) einzige bekannte, natürliche Fundort sind Xenolithe des Bellerberg-Vulkans in der Eifel, Rheinland-Pfalz in (Deutschland).

## Etymologie und Geschichte
Verschiedene Vanadate mit Granatstruktur wurden seit den 1960er Jahren synthetisiert. Tetraedrisch koordiniertes V5+ ist ein effizientes Lumineszenz-Zentrum. Deshalb und wegen ihrer hohen chemischen Stabilität sind Vanadium-Granate bis heute von technischen Interesse als gelb oder weiß leuchtender Phosphor für Leuchtdioden.
Calcium-Natrium-Magnesium-Vanadat natürlichen Ursprungs wurde erst im Jahr 1999 in der Eifel gefunden und von W. Krause, G. Blass und H. Effenberger beschrieben. Sie benannten das neue Mineral der Berzeliit-Gruppe nach dem Sammler Helmut Schäfer, der es in den Xenolithen des Bellerberg-Basaltes entdeckte. In den folgenden Jahren entdeckten diese Sammler Schäferit noch in weiteren Basalten der Eifel.
Im Jahr 2017 wurde ein künstliches Äquivalent von Schäferit in einer alten Schlackenhalde in Griechenland entdeckt.

## Klassifikation
Die aktuelle Klassifikation der International Mineralogical Association (IMA) zählt den Schäferit zur Granat-Obergruppe, wo er zusammen mit Berzeliit, Manganberzeliit und Palenzonait die Berzeliitgruppe mit 15 positiven Ladungen auf der tetraedrisch koordinierten Gitterposition bildet.
In der veralteten 8. Auflage der Mineralsystematik nach Strunz war der Schäferit noch nicht aufgeführt.
In der zuletzt 2018 überarbeiteten Lapis-Systematik nach Stefan Weiß, die formal auf der alten Systematik von Karl Hugo Strunz in der 8. Auflage basiert, erhielt das Mineral die System- und Mineralnummer VII/A.08-045. Dies entspricht der Klasse der „Phosphate, Arsenate und Vanadate“ und dort der Abteilung „Wasserfreie Phosphate [PO4]3−, ohne fremde Anionen“, wo Schäferit zusammen mit Berzeliit, Chladniit, Fillowit, Galileiit, Johnsomervilleit, Manganberzeliit, Palenzonait, Stornesit-(Y) und Xenophyllit eine unbenannte Gruppe mit der Systemnummer VII/A.08 bildet.
Die von der International Mineralogical Association (IMA) zuletzt 2009 aktualisierte 9. Auflage der Strunz’schen Mineralsystematik ordnet den Schäferit in die Klasse der „Phosphate, Arsenate und Vanadate“ und dort in die Abteilung „Phosphate usw. ohne zusätzliche Anionen; ohne H2O“ ein. Hier ist das Mineral in der Unterabteilung „Mit mittelgroßen und großen Kationen“ zu finden, wo es zusammen mit Berzeliit, Manganberzeliit und Palenzonait die „Berzeliitgruppe“ mit der Systemnummer 8.AC.25 bildet.
In der vorwiegend im englischen Sprachraum gebräuchlichen Systematik der Minerale nach Dana hat Schäferit die System- und Mineralnummer 38.02.01.04. Das entspricht der Klasse der „Phosphate, Arsenate und Vanadate“ und dort der Abteilung „Wasserfreie Phosphate etc.“. Hier findet er sich innerhalb der Unterabteilung „Wasserfreie Phosphate etc., (A+B2+)5(XO4)3“ in der „Berzeliitgruppe“, in der auch Berzeliit, Manganberzeliit und Palenzonait eingeordnet sind.

## Chemismus
Schäferit mit der Endgliedzusammensetzung [X](Na+Ca2+2)[Y]Mg2+2[Z]V5+3O12 ist das Magnesium-Analog von Palenzonait ([X](Na+Ca2+2)[Y]Mn2+2[Z]V5+3O12) bzw. das Vanadium-Analog von Berzeliit ([X](Na+Ca2+2)[Y]Mg2+2[Z]As5+3O12).
Die empirische Zusammensetzung aus der Typlokalität ist 
- [X](Ca2+2,09Na+0,73□0,10Mg2+0,04Mn2+0,02Fe2+0,01)[Y]Mg2+2[Z](V5+2,96P5+0,02Si4+0,01)O12
Sowohl der natürliche Schäferit wie auch sein synthetisches Äquivalent können Leerstellen auf der X- und Y-Position enthalten, entsprechend einer Austauschreaktion
- 2[X]Na = [X](Ca,Mg,Mn) + [X]□
Knapp 10 % des Vanadiums kann durch Phosphor ersetzt werden, entsprechend der Reaktion:
- [Z]V5+ = [Z]P5+
In Schäferiten aus Schlacken antiker Metallverhüttung in Griechenland wurde die Austauschreaktion
- [X]Ca2+ + [Y](Mg,Ni)2+ = [X]Na+ + [Y]Fe3+
beobachtet.
Schäferit kristallisiert zwar mit der gleichen Struktur wie Silikatgranate, enthält aber wie alle Granate der Berzeleiitgruppe nur geringe Mengen Silizium. Es gibt keine ausgedehnte Mischbarkeit zwischen Silikat- und Vanadatgranaten oder Arsenatgranaten.

## Kristallstruktur
Schäferit kristallisiert mit kubischer Symmetrie in der Raumgruppe Ia3d (Raumgruppen-Nr. 230) mit 8 Formeleinheiten pro Elementarzelle. Der natürliche Mischkristall aus der Typlokalität hat dem Gitterparameter a = 12,427 Å. Der Gitterparameter von synthetischem, reinem Schäferit ist etwas größer: a = 12,437 Å.
Die Struktur ist die von Granat. Natrium (Na+) und Calcium (Ca2+) besetzten die dodekaedrisch von 8 Sauerstoffionen umgebene X-Positione, Magnesium (Mg2+) die oktaedrisch von 6 Sauerstoffionen umgebene Y-Position und die tetraedrisch von 4 Sauerstoffionen umgebenen Z-Position ist ausschließlich mit Vanadium (V5+) besetzt.

## Bildung und Fundorte
Natürlicher Schäferit bildet sich kontaktmetamorph bei der Überprägung von SiO2-reichen Xenolithen durch alkalireiche, basaltische Magmen.
Die Typlokalität ist der Caspar-Basaltsteinbruch am Bellerberg-Vulkan in der Eifel, Rheinland-Pfalz in (Deutschland). Hier findet sich Schäferit in Xenolithen zusammen mit Magnesioferrit, Quarz, Albit und Pseudobrookit. Vergleichbare Vorkommen sind nur aus der Eifel bekannt. Hier wurde Schäferit noch am Nickenicher Sattel (Eicher Sattel) bei Andernach und im Rothenberg-Steinbruch bei Mendig gefunden.
Schäferit-reiche Vanadiumgranate künstlichen Ursprungs wurden in den Liebenbergit-Schlacken bei Agios Konstantinos im Lavrion District in der Region Attika, Griechenland gefunden. Schäferit tritt hier zusammen mit Liebenbergit, Trevorit, Bannermanit und anderen synthetischen Äquivalenten von Nickel-Vanadium-Mineralen sowie Albit, Nosean und Haüyn auf.